# Paulovnia
Paulovnia este un gen de 6 – 17 specii (funcție de autoritatea taxonomică) de plante din familia monogenerică Paulowniaceae, înrudită și uneori inclusă în familia Scrophulariaceae. Este nativă în China, Laos și Vietnam și foarte cultivată în alte părți din Asia de Est, mai ales în Japonia și Coreea.
Sunt pomi ce își pierd frunzele toamna, cu o înălțime de 12–15 m, cu frunze mari sub formă de inimă, cu diametrul de 15–40 cm, frunze ce sunt aranjate în perechi opuse pe creangă.
Florile sunt produse primăvara devreme în buchete lungi de 10–30 cm, cu o corola tubular violetă ce seamănă cu floarea de degețel roșu. Fructul este o capsulă uscată, ce conține mii de semințe foarte mici.

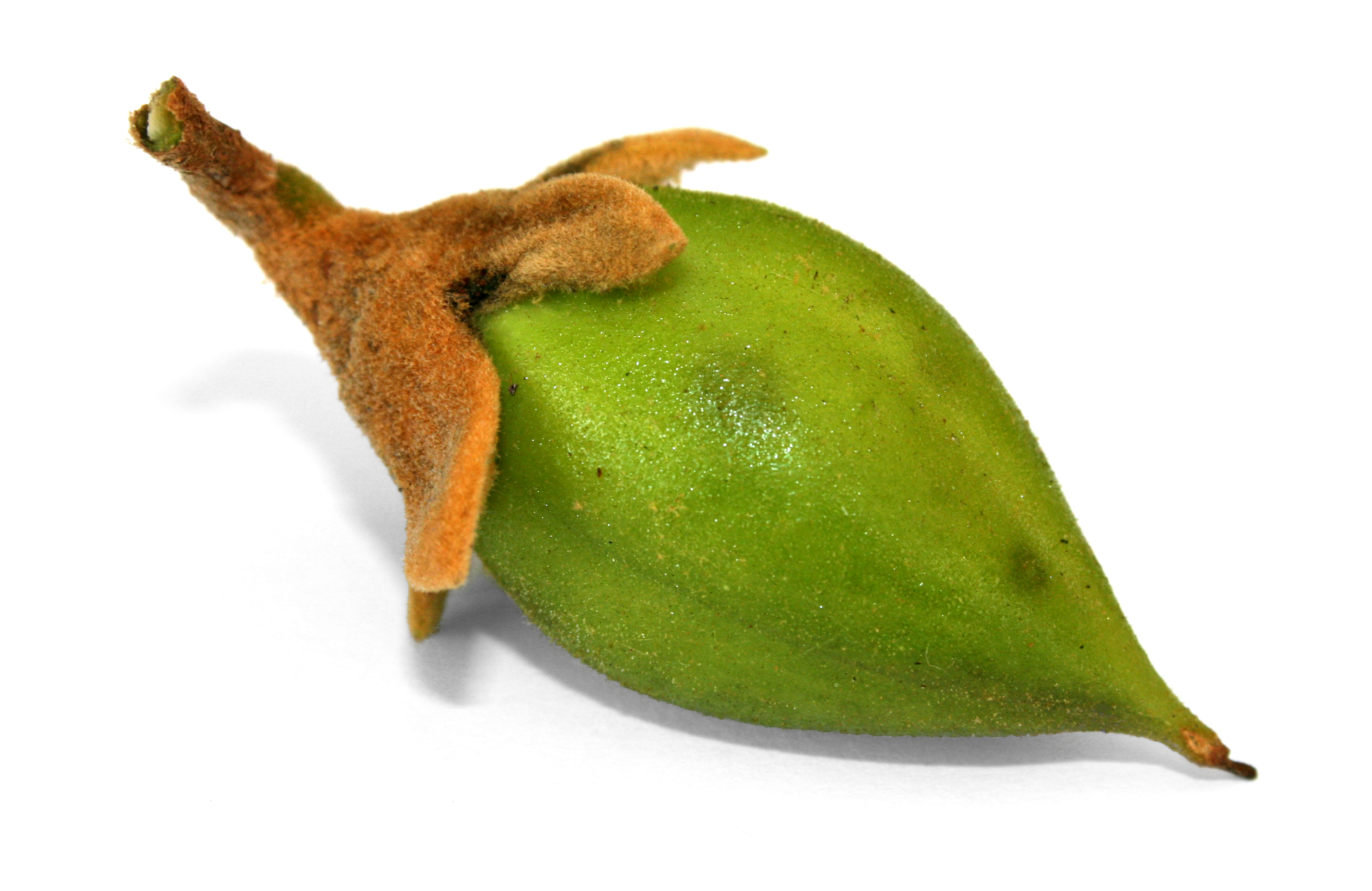
Fruct necopt

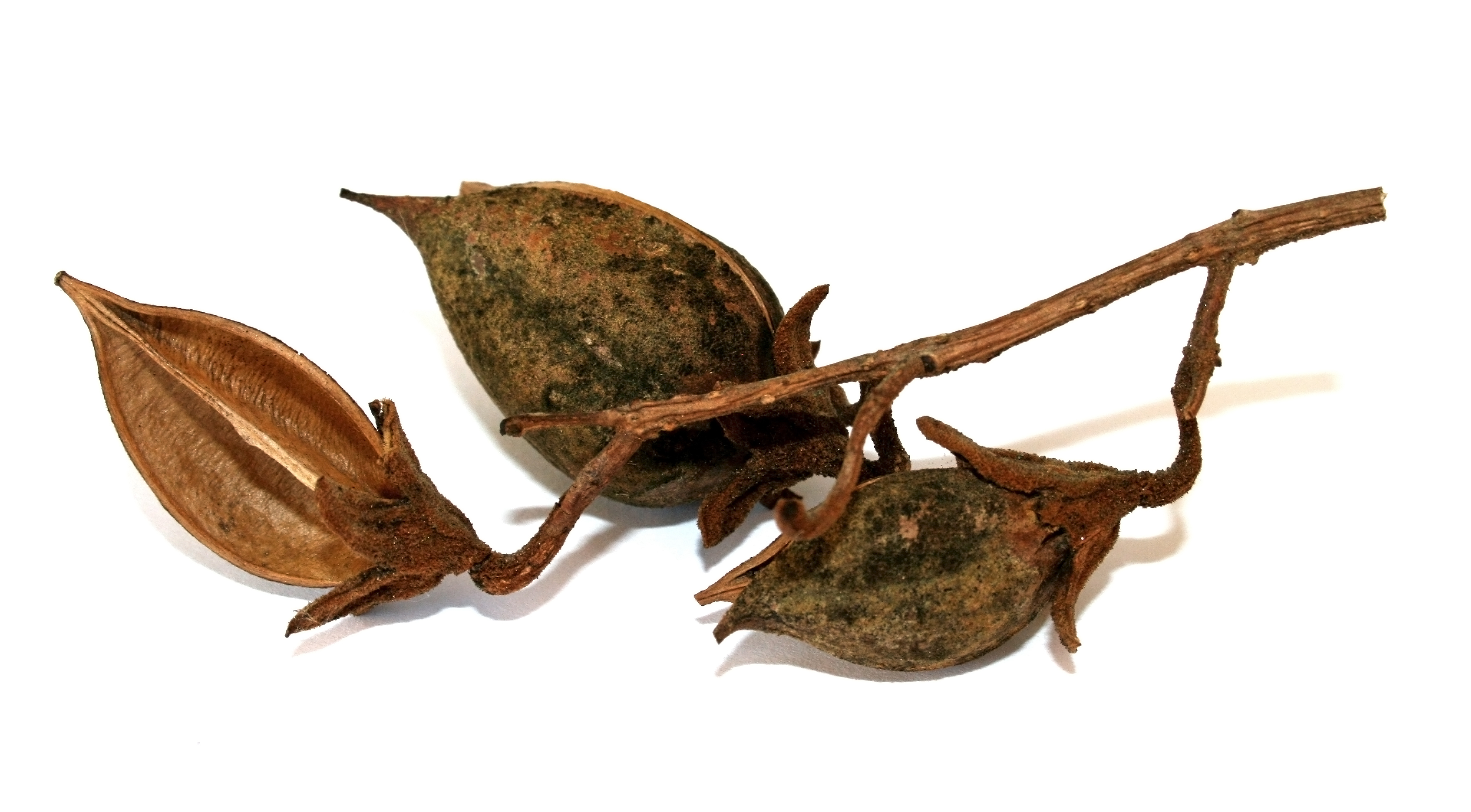
Semințe deschise

Genul, numit inițial pavlovnia dar care acum este scris paulownia, a fost numit în onoarea reginei Anna Pavlovna a Olandei (1795–1865), fiica țarului Pavel I al Rusiei. Din acelasi motiv mai este numit și  ”arborele prințesei”.
Paulownia fortunei este un arbore cu o creștere foarte rapidă, fiind cultivat comercial pentru producția de cherestea de esență tare.
P. fortunei și hibrizii săi au stat la baza îmbunătățirilor genetice începând cu 1988 de către Toad Gully Growers, un specialist în cultivarea paulovnia în Australia care furnizează puieți în toată lumea.
P. fortunei în general prezintă o mai bună creștere decât alte specii de paulovnia având și o mai mare adaptabilitate la o gamă mare de tipuri de soluri și de climă.

## Utilizări
Este popular în China pentru reîmpăduriri,plantarea pe marginea drumului și ca arbore ornamental. Unele cărți scriu că va crește bine pe o mare varietate de tipuri de sol, mai ales cele sărace, și necesită multă lumină și nu îi plac apele freatice ridicate. Cheresteaua de paulovnia este un lemn pal albicios cu fibră dreaptă, dar poate fi și gri argintiu, brun deschis sau roșiatic. Caracteristicile sale de rezistență la putrezire și un punct de aprindere foarte înalt asigură popularitatea acestui lemn pe piața mondială. Paulovnia cultivata in plantatii are în general, inelele de creștere distanțate larg și, prin urmare, este mult mai puțin valoroasă. Lemnul este folosit în China, Koreea și Japonia pentru a face plăcile sonore la instrumentele muzicale cu corzi, cum ar fi guqin, Pipa, Koto și kayagum.
Testele facute de CSIRO în Australia a arătat că lemnul de paulovnia este foarte atractiv pentru insectele ce găuresc lemnul. Speciile de paulovnia sunt, de asemenea, utilizate ca plante alimentare de larvele unor specii de lepidoptere, inclusiv Endoclita excrescens.
Lemnul de paulovnia este foarte usor, cu granulatie fina, moale, rezistent la incovoiere si este folosit pentru lăzi, cutii, și saboți (geta). Conținutul său scăzut de silice reduce tocirea lamelor, făcându-l lemnul preferat pentru cutiile în care se păstrează instrumentele japoneze cu margini ascuțite. Lemnul este ars pentru a face cărbune,pentru desenarea de schițe și pulbere pentru focurile de artificii, din coajă se poate face o vopsea, iar frunzele sunt folosite în preparatele vermicide. Din lemn sau gri-argintiu este tăiat un furnir din care se fac cărți speciale de vizită.
Aceste proprietăți de granulațție fină, moliciune și, de asemenea, rezistență la încovoiere, face acest lemn de paulovnia extrem de potrivit pentru a face planșele de lemn pentru surfing. Tom Wegener din Noosa, Australia, fratele sau Jon din Hermosa Beach, California și, mai recent, “Empress Surfboards” sunt printre dezvoltatorii ce au inițiat folosirea acestuia. Spre deosebire de cele realizate din lemn de balsa, plăci de surf din lemn de paulovnia nu trebuie să fie șlefuite.
Mai recent, este utilizat ca material principal pentru chitarele electrice low-cost și ca bază pentru schiuri turistice ușoare. Acesta este adesea folosit în chitare ca material de bază, apoi se laminează cu un lemn mai durabil, cum ar fi Dean ML XM care este format din paulovnia ca material de bază, dar care este apoi acoperit cu lemn de mahon.
paulovnia crește extrem de repede; până la 6 m pe an atunci când este tânăr. Unele specii de paulovnia de plantație pot fi recoltate pentru a face cherestea în mai puțin de cinci ani. Odată ce copacii sunt recoltați, se regenerează din rădăcinile existente, ceea ce le obține numele de “copaci Phoenix.” Paulovnia are capacitatea de a recupera relativ repede loturile de teren afectate ecologic și chiar deteriorate.
Recent, paulovnia a primit o mare atenție pentru proprietățile sale benefice pentru mediu și a fost prezentat ca o posibilă soluție la problema defrișărilor la nivel mondial, problemă ce se află în centrul dezbaterii privind schimbările climatice. Acesta este folosit ca un copac de reîmpădurire în mai multe țări, printre care Australia, Germania, China, SUA și Panama. Proiecte de reîmpădurire, utilizând specii de paulovnia sunt conduse de organizații, cum ar fi EcoTech Timber, Inc, ECO2 Forests Inc, Robinia Invest, Eco Sustainable Systems, Silva Tree and Kiri Park Projects impulsionate de creșterea rapidă a paulovnia și beneficiile suplimentare asupra mediului.
De asemenea, speciile de paulovnia s-a dovedit că permit creșterea producției de alimente atunci când sunt utilizate pentru culturi diferite în proximitate și pentru a preveni eroziunea solului. Un proiect de reîmpădurire mare din China a crescut producția de alimente în Râul Galben și câmpiile inundabile Yangtze și a stopat eroziunea pe aproximativ 3.15 milioane ha de teren.
Ca o cultură forestieră paulovnia își îndeplinește calitățile, funcționează bine doar în soluri foarte bine drenate, cu ploi de vară sau acolo unde există disponibilă apă pentru irigații. Prin numeroase încercări și dezvoltări realizate în domeniul paulovnia din Australia, Joe Virtanen de la Australian Paulownia Trees and Plantations și James Lawrence de laf Toad Gully Growers, au arătat că este mult de făcut pentru a obține o plantație de succes; în principal prin selecția celor mai performante genetic exemplare și prin îmbunătățirea condițiilor de creștere, cum ar fi cultivarea pentru a crește drenajul și a adăuga îngrășăminte și irigarea.

## Specii
Cuprinde circa 20 - 23 specii (în funcție de autor), între care:
- Paulownia australis
- Paulownia catalpifolia
- Paulownia coreana
- Paulownia duclouxii
- Paulownia elongata
- Paulownia fargesii
- Paulownia fortunei
- Paulownia glabrata
- Paulownia grandifolia
- Paulownia imperialis
- Paulownia kawakamii
- Paulownia lilacina
- Paulownia longifolia
- Paulownia meridionalis
- Paulownia mikado
- Paulownia recurva
- Paulownia rehderiana
- Paulownia shensiensis
- Paulownia silvestrii
- Paulownia taiwaniana
- Paulownia thyrsoidea
- Paulownia tomentosa
- Paulownia viscosa
- Paulownia clona carpatica (Paulownia Green Forest Ro)

## Legături externe
- „paulownia” în Dicționar dendrofloricol la DEX online